# Фёдорова, Маргарита Алексеевна
Маргарита Алексеевна Фёдорова (4 ноября 1927, Москва — 14 августа 2016, Москва) — советская и российская пианистка, клавесинистка, педагог. Народная артистка Российской Федерации (2007). Профессор кафедры специального фортепиано Московской государственной консерватории имени П.И. Чайковского.

## Биография
В 1938 году начала заниматься музыкой в секторе педагогической практики Московской консерватории (консультант — И. С. Рабинович).
В 1939 году поступила в 4-й класс Центральной музыкальной школы (класс К. Н. Игумнова).
Во время Великой Отечественной войны в ЦМШ был перерыв в учёбе (до 1943 года).
Продолжила музыкальное образование в классе Е.К. Николаевой, а с 8 класса ЦМШ (после того как Е.К. Николаева показала Фёдорову Г. Г. Нейгаузу) в классе Г. Г. Нейгауза.
В 1945 году участвовала в съемках фильма о Центральной музыкальной школе «Юные музыканты» режиссера Веры Строевой.
В 1949 году дебютировала в концерте Московской государственной филармонии и осуществила первые записи на Всесоюзном радио.
В 1950 году становится Лауреатом I Международного конкурса имени И. С. Баха (1950, Лейпциг, II премия).
В 1951 году становится Лауреатом Международного конкурса имени Б. Сметаны (1951, Прага, II премия).
В этом же году с отличием окончила Московскую консерваторию, с 1951 по 1955 годы — занималась в аспирантуре (класс Г. Г. Нейгауза).
Вела педагогическую работу с 1946 года, когда начала работать в Центральной музыкальной школе (музыкальный иллюстратор и педагог).
С 1965 года — ассистент Я. И. Мильштейна на кафедре специального фортепиано Московской консерватории, вскоре получила собственный класс.
С 1972 года — доцент, с 1998 года — профессор.
C 2007 года преподавала на кафедре специального фортепиано под руководством профессора В. В. Горностаевой (1929—2015).
С 2015 года преподавала на кафедре специального фортепиано под
руководством профессора М. С. Воскресенского.
Проводила открытые уроки и мастер-классы во многих городах России, а также за рубежом.
Работала председателем государственных экзаменационных комиссий во многих вузах страны.
По поручению Российского фонда культуры проводила занятия с юными музыкантами.
Подготовила и выпустила более 60 студентов, многие из которых получили звания лауреатов на международных конкурсах (Вадим Сахаров, Борис Бехтерев, Шандор Фалваи, Виктор Климин, Франк Петер, Вивиана Софроницкая, Саяна Сангидорж, Борис Тонких, Павел Поздышев, Дмитрий Людков и др.).
Член жюри ряда международных конкурсов в России (Геленджик, председатель жюри), на Украине («Музыка Прокофьева — на родине Прокофьева», председатель жюри), в Италии (неоднократно), Испании (в том числе почётный президент Международного конкурса пианистов «Ciudad de Huesca»), США и других странах.
Скончалась 14 августа 2016 года, похоронена в Москве на Ваганьковском кладбище.

## Концертная деятельность
На протяжении 60 лет вела активную концертную деятельность: ею сыграно более 3000 сольных концертов (в отдельные годы — до 100 концертов в год).
С большим успехом гастролировала во многих городах Европы, Америки, Азии и Африки (более 30 стран). Замечательной пианистке аплодировала публика Большого и Малого залов Московской консерватории, Концертного зала им. П.И.Чайковского и Колонного зала Дома союзов в Москве, концертных залов Санкт-Петербургской филармонии, Альберт-холла в Лондоне, Линкольн-центра в Нью-Йорке, Никкей-холла в Токио, Атенеума в Бухаресте, концертного зала Варшавской филармонии, Дворца изящных искусств в Брюсселе и многих других престижных концертных площадок.
Репертуар Фёдоровой многообразен и очень обширен — он включает около 1000 сольных произведений (первая исполнительница ряда произведений советских композиторов:  Второй фортепианный концерт Д.Д. Шостаковича, 12-я соната А.Н. Александрова, Речитативы и фуги А.И. Хачатуряна и др.)  и более 70 концертов с оркестром, которые она исполняла с лучшими отечественными и зарубежными оркестрами под управлением таких выдающихся дирижёров, как Х. Бонгарц, К. Бём, Ф. Конвичный, О. Данон, В. Ровицкий, К. Мазур, Т. Стругала, А.В. Гаук, Н.П. Аносов,  Б.Э. Хайкин, Н.Г. Рахлин,             К.К. Иванов, К.И. Элиасберг, К.И. Зандерлинг,       К.П. Кондрашин, А.К. Янсонс, В.Б. Дударова, И.Б. Гусман, Р.Б. Баршай, А.М. Кац,                             Е.Ф. Светланов, Г.Н. Рождественский,               М.Д. Шостакович и многих других.
Играла в ансамбле с И. С. Безродным, З. У. Шихмурзаевой, В.Л. Симоном, А.В. Корнеевым, Н.С. Исаковой и другими.
В составе известного «Женского трио» (М.А. Фёдорова — фортепиано, Н.Е. Школьникова — скрипка, Т.А. Прийменко — виолончель) исполнила многочисленные трио Й. Гайдна, Л. ван Бетховена, Й. Брамса, С.В. Рахманинова, Г.В. Свиридова, Д.Д. Шостаковича.
В сезоне 1971/72 впервые исполнила на клавесине все концерты И.С. Баха (Большой зал консерватории, дирижёр Р.Б. Баршай), в сезоне 1974/75 — в качестве пианистки и клавесинистки в дуэте с А.Е. Васильевой (виолончель и виола да гамба) — произведения К.Ф.Э. Баха, Г.Ф. Генделя, В.А. Моцарта, П. Хиндемита.
Многие концертные программы выстраивала по принципу монографий. В сезоне 1968/69 исполнила цикл из 3 программ «Русская и советская соната» (Концертный зал Государственного музыкально-педагогического института им. Гнесиных); в 2001/02 — программа «Фантазии» (В. А. Моцарт, Ф. Шуберт, Ф. Шопен, А.Н. Скрябин, С. В. Рахманинов, Хью Даунс, М. де Фалья и др.).
Творческим подвигом пианистки было названо исполнение цикла «Александр Скрябин. Полное собрание сочинений для фортепиано» из 6 сольных выступлений и Концерта для фортепиано с оркестром, посвященных 100-летию со дня рождения композитора (сезон 1971/72, Малый и Большой залы консерватории, дирижёр Г.Н. Рождественский) — сыграно более 200 произведений!
Осуществила многочисленные фондовые радиозаписи, записи на грампластинки и на компакт-диски. Фирмой «Мелодия» выпущена грампластинка  «33 вариации на вальс Диабелли» Л. ван Бетховена в серии «Выдающиеся пианисты».
В последние годы сыграны концертные программы к 200-летию со дня рождения Ф. Шуберта (сезон 1997/98), к 110-летию со дня рождения Г.Г. Нейгауза (сезон 1998/99), к 250-летию со дня смерти И.С. Баха и к 50-летию I Международного конкурса имени И.С. Баха в Лейпциге (сезон 2000/01), к 130-летию со дня рождения А.Н. Скрябина (сезон 2001/02), к 200-летию Ф.Шопена (сезон 2009/10).
В 2000/01 сезоне исполнила 3 концерта И.С. Баха на клавесине (дирижёр Г.Н. Черкасов) в Московской консерватории.
В 2006 году в рамках юбилейного абонемента, приуроченного к 140-летию Московской консерватории, выступила с концертной программой «Посвящение Софроницкому» (программа был представлена во многих городах России и за рубежом и представляла собой цикл из двух концертов музыки А.Н. Скрябина и Ф. Шопена).
В 2009 году Маргарита Фёдорова отметила 60-летие концертной деятельности, исполнив в Московской консерватории двойные фортепианные концерты В.А.Моцарта (No.7 F-dur K.242 и No.10 Es-dur K.365) в ансамбле со своим учеником и ассистентом Дмитрием Людковым.
Особое и первостепенное место в репертуаре М. А. Фёдоровой занимает великий русский композитор А.Н. Скрябин. Во всем мире её интерпретация музыки А.Н. Скрябина признана одной из самых лучших.

## Отзывы о М. А. Фёдоровой
К. Е. Волков
«Многие поколения любителей музыки (в России и за её пределами) наслаждались Искусством М. А. Фёдоровой не только как пианистки, но и как замечательной клавесинистки. У многих в памяти остались разнообразнейшие тематические программы и циклы — и, особенно, близкими творческому CREDO музыканта оказалось фортепианное творчество Александра Николаевича Скрябина. Ей же были сыграны в едином цикле все клавирные концерты Иоганна Себастьяна Баха»
Н. Петров
«Искусство М. Фёдоровой привлекает широтой художественного кругозора, значительностью и своеобразием исполнительских концепций. Благородство, романтическая экспрессия, логическое и в то же время импровизационное развёртывание творческого процесса, владение тайной фортепианного звука — все эти черты исполнительской манеры пианистки, бесспорно, идут от её педагога — легендарного Генриха Нейгауза»
Т. Хренников
«Я много лет знаю М. А. Фёдорову как превосходного музыканта, одну из выдающихся пианисток России. Она заслужила высокое реноме как яркий и вдохновенный исполнитель многочисленных программ отечественной и зарубежной классики, а также произведений композиторов XX века»
В. М. Тропп
«Для её учеников и других молодых музыкантов артистическая и исполнительская деятельность самой М. А. Фёдоровой являются ярчайшим и вдохновляющим примером для подражания»

## Признание
- Народная артистка России (2007)
- Медаль «Слава и Гордость ЦМШ» (2005)
- Медаль «В память 850-летия Москвы» (1997)
- Медаль «Ветеран труда»
- Нагрудный знак «За заслуги перед польской культурой»
- Заслуженная артистка РСФСР (1971)
- Медаль «За доблестный труд. В ознаменование 100-летия со дня рождения Владимира Ильича Ленина»
- Лауреат Международного конкурса имени Б. Сметаны (1951, Прага, II премия)
- Лауреат I Международного конкурса имени И. С. Баха (1950, Лейпциг, II премия)